# Ла-Бастід-л'Евек
Ла-Басті́д-л'Еве́к (фр. La Bastide-l'Évêque) — колишній муніципалітет у Франції, у регіоні Окситанія, департамент Аверон. Населення — 822 осіб (2011).
Муніципалітет був розташований на відстані близько 510 км на південь від Парижа, 100 км на північний схід від Тулузи, 35 км на захід від Родеза.

## Історія
До 2015 року муніципалітет перебував у складі регіону Південь-Піренеї. Від 1 січня 2016 року належав до нового об'єднаного регіону Окситанія.
1 січня 2016 року Ла-Бастід-л'Евек, Сен-Сальваду i Вабр-Тізак було об'єднано в новий муніципалітет Ле-Ба-Сегала.

## Демографія
Динаміка населення (INSEE ):
Розподіл населення за віком та статтю (2006):
| Стать | Всього | До 15 років | 15-24 | 25-44 | 45-64 | 65-85 | Понад 85 |
| --- | ------ | ----------- | ----- | ----- | ----- | ----- | -------- |
| Чоловіки | 408    | 52          | 24    | 112   | 140   | 64    | 16       |
| Жінки | 416    | 52          | 28    | 80    | 148   | 88    | 20       |
| \| Статево-вікова піраміда \| Статево-вікова піраміда \| Статево-вікова піраміда \| \| ----------------------- \| ----------------------- \| ----------------------- \| \| Чоловіки \| Вік \| Жінки \| \| 16 \| 85 + \| 20 \| \| 8 \| 80-84 \| 36 \| \| 32 \| 75-79 \| 20 \| \| 8 \| 70-74 \| 8 \| \| 16 \| 65-69 \| 24 \| \| 28 \| 60-64 \| 20 \| \| 40 \| 55-59 \| 64 \| \| 48 \| 50-54 \| 36 \| \| 24 \| 45-49 \| 28 \| \| 40 \| 40-44 \| 16 \| \| 8 \| 35-39 \| 20 \| \| 36 \| 30-34 \| 36 \| \| 28 \| 25-29 \| 8 \| \| 8 \| 20-24 \| 8 \| \| 16 \| 15-20 \| 20 \| \| 4 \| 10-14 \| 4 \| \| 28 \| 5-9 \| 24 \| \| 20 \| 0-4 \| 24 \| |        |             |       |       |       |       |          |
| Статево-вікова піраміда |        |             |       |       |       |       |          |
| Чоловіки | Вік    | Жінки       |       |       |       |       |          |
| 16 | 85 +   | 20          |       |       |       |       |          |
| 8 | 80-84  | 36          |       |       |       |       |          |
| 32 | 75-79  | 20          |       |       |       |       |          |
| 8 | 70-74  | 8           |       |       |       |       |          |
| 16 | 65-69  | 24          |       |       |       |       |          |
| 28 | 60-64  | 20          |       |       |       |       |          |
| 40 | 55-59  | 64          |       |       |       |       |          |
| 48 | 50-54  | 36          |       |       |       |       |          |
| 24 | 45-49  | 28          |       |       |       |       |          |
| 40 | 40-44  | 16          |       |       |       |       |          |
| 8 | 35-39  | 20          |       |       |       |       |          |
| 36 | 30-34  | 36          |       |       |       |       |          |
| 28 | 25-29  | 8           |       |       |       |       |          |
| 8 | 20-24  | 8           |       |       |       |       |          |
| 16 | 15-20  | 20          |       |       |       |       |          |
| 4 | 10-14  | 4           |       |       |       |       |          |
| 28 | 5-9    | 24          |       |       |       |       |          |
| 20 | 0-4    | 24          |       |       |       |       |          |

## Економіка
2010 року серед 465 осіб працездатного віку (15—64 років) 359 були активними, 106 — неактивними (показник активності 77,2%, у 1999 році було 69,0%). З 359 активних мешканців працювало 338 осіб (183 чоловіки та 155 жінок), безробітними було 21 (12 чоловіків та 9 жінок). Серед 106 неактивних 18 осіб було учнями чи студентами, 57 — пенсіонерами, 31 була неактивною з інших причин.

У 2010 році у муніципалітеті числилось 346 оподаткованих домогосподарств, у яких проживали 824,0 особи, медіана доходів виносила 14 655 євро на одного особоспоживача.